# کباب‌پز

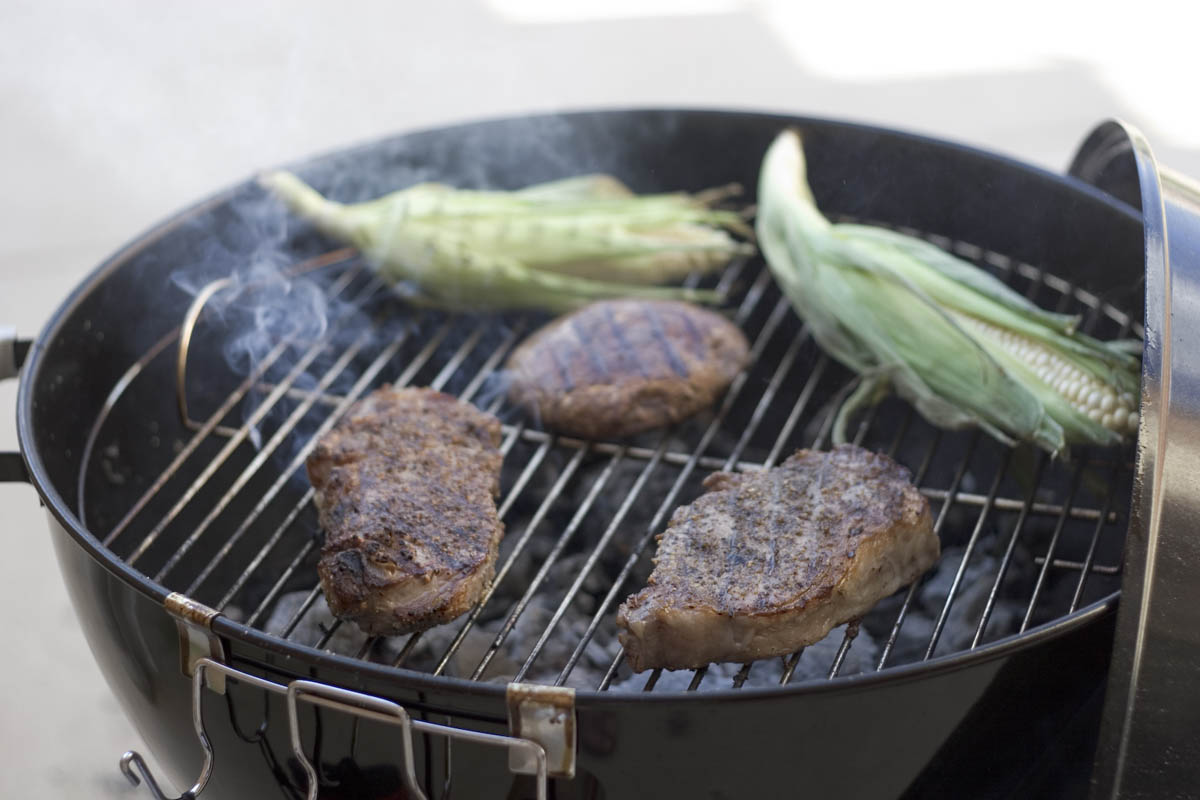
کباب‌پز زغالی

کباب‌پز وسیله‌ای برای پخت‌وپز مواد غذایی به‌ویژه گوشت قرمز و یا سفید است که در آن گرما به طور مستقیم از زیر و یا از بالا به ماده غذایی می تابد.
کباب پزها امروز بر حسب نوع سوخت و یا انرژی گرمایی به 3 دسته تقسی می شوند. 
- کباب پز ذغالی
- کباب پز گازی

ویژگی مهم کباب پزهای تابشی بدون دود بودن آنها است.